# ادی ایگان
ادی ایگان (انگلیسی: Eddie Eagan؛ ۲۶ آوریل ۱۸۹۷ – ۱۴ ژوئن ۱۹۶۷) بوکسور و ورزشکار بابسلد اهل ایالات متحده آمریکا بود.
وی در مسابقات کشوری و بین‌المللی در مجموع برندهٔ ۲ مدال طلا شده‌است.